# Rafiq Hariri
Rafiq Bahaa Edine Hariri (arabiska: رفيق بهاء الدين الحريري), född 1 november 1944 i Sayda, död 14 februari 2005 i Beirut (mördad), var en libanesisk politiker, affärsman och en av världens rikaste personer. Han var Libanons premiärminister 1992–1998 och 2000–2004. Liksom alla Libanons premiärministrar (med undantag för två i övergångsregeringar) var han sunnimuslim. 
Hariri dominerade landets politiska och ekonomiska liv efter inbördeskriget och ges i stor utsträckning äran av att ha fått landet tillbaka på fötter efter det 15 år långa inbördeskriget. 
Han avgick som premiärministrar den 20 oktober 2004 i protest mot att president Émile Lahouds mandatperiod efter påtryckningar från Syrien skulle förlängas. 
Den 14 februari 2005 mördades Hariri i ett bombattentat i Beirut.
Undersökningen om mordet är fortfarande pågående och sköts under FN:s överinseende och under ledning av en oberoende utredare, den belgiske juristen Serge Brammertz. Det har i stor utsträckning spekulerats om att Syriens regering är inblandad i mordet.
Hariri var kritisk till Syriens närvaro i Libanon, och den dåvarande oppositionen i landet (samt ett flertal andra bedömare) anklagade Syrien för att ligga bakom mordet. Fyra prosyriska säkerhetschefer har gripits, misstänkta för inblandning i mordet. Den libanesiska regeringen har bett FN om assistans vad gäller mordutredningen och den juridiska processen. Frågan är mycket kontroversiell och den syrienvänlige talmannen Nabih Berri har förklarat regeringsbeslutet att godkänna en internationell specialdomstol som författningsstridigt. En officiell rapport, som överlämnades till FN den 20 oktober 2005, pekade på att Syrien låg bakom mordet på Hariri.
Mordet på Hariri ledde till stora politiska förändringar i Libanon. Efter mordet genomfördes massiva demonstrationer mot Syriens närvaro i Libanon. Protesterna har kommit att kallas Cederrevolutionen. Den prosyriska regeringen föll, och till sist tvingades Syrien dra tillbaka sin militär från Libanon.
Hariris son Saad Hariri har axlat faderns roll som ledare för den sunnimuslimska, anti-syriska rörelsen.

## Uppväxt, näringslivskarriär
Rafiq Hariri föddes i en sunnimuslimsk familj med små medel i den libanesiska hamnstaden Sayda, där han också gick i skolan. Därefter studerade han företagsekonomi vid Beirut Arab University. Han hade en bror, Shafic, och en syster, Bahia. Efter att ha utbildat sig till lärare lämnade han Libanon 1965 för att arbeta i Saudiarabien åt ett byggföretag. 
Hariri var gift två gånger. Hans äldsta barn, däribland Saad och Bahaa Hariri, av vilka Bahaa är äldst, föddes i hans första äktenskap med Nidal Al-Bustani, som var irakiska. Hans tredje son Houssam dog i en bilolycka i Boston när han studerade vid MIT. Rafiq Hariri gifte sig med sin andra fru, Nazik (Nazek) Audeh, 1965, efter att hans första äktenskap hade slutat i skilsmässa. År 1969 bildade Hariri sitt eget byggföretag CICONEST, som gynnades stort av oljeprisboomen på 1970-talet. Hariri ackumulerade stora rikedomar på en kort tidsperiod och framträdde som en mäktig byggindustrimagnat. År 1978 gjordes Hariri till medborgare i Saudiarabien av den saudiska kungafamiljen som belöning för den höga kvaliteten på hans entreprenörstjänster. Han blev Saudiarabiens sändebud i Libanon. Hariri blev senare Saudiarabiens ledande företagare. Han tog över Saudi Oger 1979 och grundade Oger International, som är baserat i Paris.
Hariri hade intressen inom banksektorn, fastigheter, olja, industri och telekommunikationer. Rafik och Nazik Hariri hade fram barn i livet (Bahaa, Saad, Aiman, Fahad och Hind som var hans enda dotter) samt en styvson och sju barnbarn. 
År 1993 grundade han TV-kanalen Future TV i Beirut och köpte andelar i flera libanesiska tidningar. Han grundade sin egen tidning Al-mustaqbal (Framtiden). Han var också den största aktieägaren i Solidere, det aktiebolag som nästan ensamt omformade och återupplivade Beirut efter inbördeskriget. 
År 1982 donerade han $12 miljoner till libanesiska offer för Israels invasion och medverkade till att städa Beiruts gator med sitt företags pengar. Efter den israeliska invasionen av Libanon agerade han sändebud för den saudiska kungafamiljen i landet. Han medverkade till framkomsten av Taifavtalet 1989, som Syrien organiserade för att föra samma de krigande grupperingarna. Taifavtalet gjorde slut på inbördeskriget och beredde vägen för Hariri att bli premiärminister. 

## Politisk karriär
Hariri återvände till Libanon 1992 som premiärminister. Under Syriens ockupation av Libanon återförde han landet på kartan ekonomiskt genom att utfärda Eurobonds och fick gillande från Världsbanken för sin plan att låna pengar till återuppbyggnad. Landets statsskuld växte till den största i världen. 
I samband med den politiska kris som uppstod genom att president Émile Lahouds period förlängdes, avgick Hariri som premiärminister och förklarade att han inte tänkte kandidera till att leda en ny regering. 
Hariri gav många bidrag till Libanon, både genom att donera pengar till välgörenhet och genom att investera i Libanon när få andra var villiga att ta den risken. 
Den 22 juni 2005 gav Beiruts internationella flygplats det nya namnet Beirut-Rafic Hariris internationella flygplats till Rafiq Hariris ära. 

## Förmögenhet
På 1980-talet kom Hariri med på Forbes lista över världens 100 rikaste personer. År 2002 blev Hariri den fjärde rikaste politikern i världen. Forbes uppskattade hans och hans familjs förmögenhet till 4,3 miljarder amerikanska dollar på sin lista över världens rikaste människor 2005. Efter mordet på Hariri ärvde hans familj totalt 16,7 miljarder dollar år 2006. Alla hans familjemedlemmar ingick i Forbers lista över miljardärer år 2006. 
Rafiq Hariri hade intressen från Riyadh till Paris till Houston. Tills han återvände till Libanon drev hans son Saad Hariri byggkonglomeratet Saudi Oger. Oger betalade $375 miljoner för att öka sitt ägande i Arab Bank för att hålla borta intresserade arab-amerikanska investerare.

## Mordet
Den 14 februari 2005 dog Hariri tillsammans med 21 andra när sprängmedel motsvarande omkring 1 000 kg TNT detonerades när hans bilkortege körde nära hotell St. George i Beirut. Bland de döda var flera av Hariris livvakter och hans vän och tidigare ekonomiminister Bassel Fleihan. Rafiq Hariri begravdes tillsammans med sina livvakter på en plats nära Mohammad al-Amin-moskén.
Den senaste rapporten från Brammertz säger på att DNA-bevisning som samlats från brottsplatsen antyder att mordet kan ha utförts av en ung manlig självmordsbombare.

### FN:s utredning

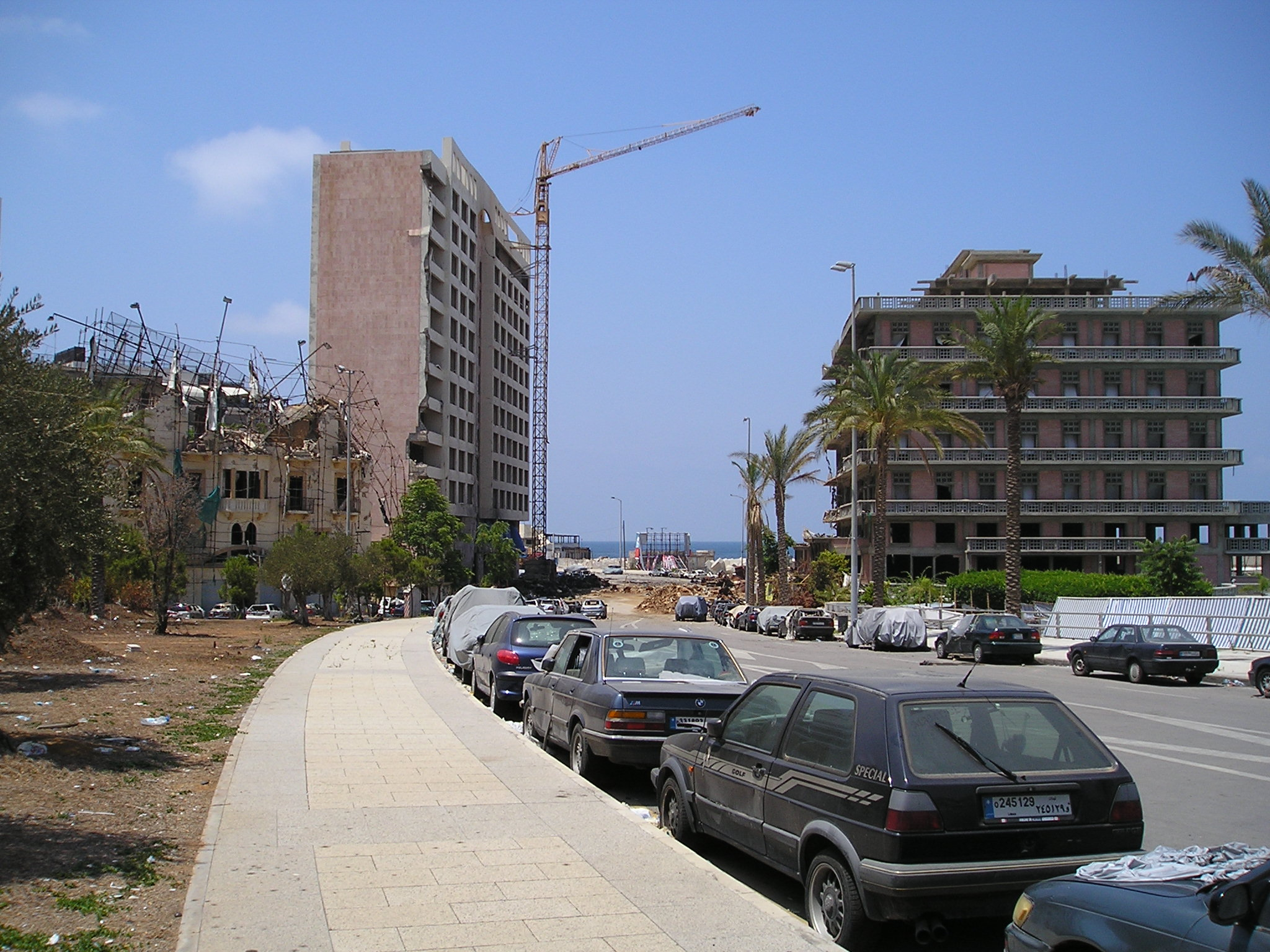
Rue Minet al Hosn där Rafiq Hariri blev mördad.

Hariri och andra inom den antisyriska oppositionen hade ifrågasatt planen att förlänga mandatperioden för Libanons president Émile Lahoud. Den libanesiske drusiske ledaren Walid Jumblatt, som nyligen anslutit sig till den antisyriska oppositionen, hävdade, stärkt av folklig vrede och medborgerlig handling, strax efter mordet att Syriens president Bashar al-Assad hade hotat Hariri i augusti 2004 med orden "[Libanons president] Lahoud är jag. ... Om du och Chirac vill få ut mig ur Libanon, kommer jag att bryta sönder Libanon." Jumblatt rapporterades säga "När jag hörde honom säga de orden till oss visste jag att det var hans dödsdom." USA, EU och FN har inte gjort några anklagelser utan istället valt att kräva att Syrien drar sig ur Libanon och att en öppen och internationell utredning av mordet genomförs. Jumblatts yttrande är inte okontroversiellt. BBC beskriver att han "ses av många som landets politiska vindflöjel" - som genomgående byter allianser för att ta sig ut på den vinnande sidan i frågorna för dagen under inbördeskriget 1975-90 och dess efterspel. Han var anhängare till Syrien efter kriget men bytte sida efter den tidigare syriske presidenten Hafez al-Assads död 2000. Hans berättelse citeras, men bekräftas inte, i FN:s FitzGeraldrapport. Rapporten går inte så långt som att direkt anklaga Syrien eller någon annan part, utan säger att endast en ytterligare grundlig internationell undersökning kan identifiera den skyldige. Den irländska journalisten Lara Marlow har också hävdat att Hariri berättade för henne att han mottog hotelser.
Den libanesiska regeringen har gått med på FN:s undersökning, men förespråkar fullt deltagande för dess egna myndigheter och respekt för Libanons suveränitet.
Enligt dessa vittnesmål påminde Hariri Assad om hans löfte att inte söka en förlängning av Lahouds mandatperiod, och Assad svarade att politiken hade ändrats och att beslutet redan var fattat. Han tillade att Lahoud skulle ses som hans personliga representant i Libanon och "att gå emot honom är som att gå emot Assad själv". Han sade sedan att han (Assad) "hellre skulle krossa Libanon över huvudena på Hariri och Walid Jumblatt än se sitt ord i Libanon brutet." Enligt vittnesmålen hotade Assad båda de långvariga allierade Hariri och Jumblatt med fysisk skada om de motsatte sig förlängd mandatperiod för Lahoud. Mötet ska ha pågått i tio minuter och var sista Hariri mötte Assad. Efter mötet sade Hariri till sina anhängare att de inte hade något annat val än att stödja Lahouds förlängda mandatperiod. FN:s utredning har också fått in berättelse om ytterligare hot från säkerhetstjänstemän mot Hariri.
FN:s säkerhetsråd antog Resolution 1595 om att skicka en grupp för att undersöka mordet på Hariri. Denna grupp leddes av den tyske domaren Detlev Mehlis och presenterade sin första rapport för säkerhetsrådet den 20 oktober 2005. Mehlisrapporten visade att syriska och libanesiska ämbetsmän var inblandade, med särskilt fokus på chefen för Syriens militära säkerhetstjänst, Assef Shawkat och Syriens president Bashar al-Assads svåger. Detlev Mehlis bad om att få mer tid för att undersöka alla ledtrådar. Libanesiska politiker har bett om att utöka undersökningsgruppens varaktighet och uppdrag, så att mord på andra framträdande antisyriska libaneser inkluderas. En andra rapport, som inlämnades 10 december 2005, stöder slutsatserna i den första rapporten. Den 11 januari 2006 ersattes Mehlis av den belgiske juristen Serge Brammertz.
Syrien hade omfattande militärt och säkerhetsmässigt inflytande i Libanon vid tiden för mordet på Hariri, men Damaskus har upprepade gånger hävdat att det inte hade någon kännedom om bombningen. FN:s säkerhetsråd röstade enhälligt för att kräva fullt samarbete från Syrien med FN:s utredare i frågan, och Serge Brammertz två senaste rapporter prisade Syriens fullständiga samarbete. 
Den 30 december 2005 antydde den förre syriske vicepresidenten Abdul Halim Khaddam i en TV-intervju att president Assad var inblandad i mordet och sade att Assad personligen hotade Hariri under månaderna före hans död.

### FN:s specialtribunal
FN och Libanons regering har kommit överens om ett förslag om att upprätta en specialtribunal för Libanon. Om den libanesiska regeringen följer det slutliga förslaget kommer detta att vara första gången som en internationell domstol prövar individer för ett "terroristbrott" mot en viss person. FN agerade i början av 2007 för att tvinga processen framåt, vilket starkt motsattes av Syrien och dess allierade i Libanon. Av säkerhets-, effektivitets- och rättviseskäl har Tribunalen för Libanon förlagts till Leidschendam, en stad öster om och nära Haag, Nederländerna.